# Great Ape Project
Pour les articles homonymes, voir GAP.
Great Ape Project (GAP), fondée en 1994, est une organisation internationale de primatologues, de psychologues, de spécialistes de l'éthique et d'autres experts qui préconisent une « déclaration des droits des grands singes » de l'Organisation des Nations unies afin que soient conférés des droits fondamentaux juridiques aux grands singes non-humains comme les chimpanzés, les bonobos, les gorilles et les orang-outans. Les droits proposés sont le droit à vivre, la protection de la liberté individuelle et l'interdiction de la torture.
L'organisation surveille également l'activité individuelle des grands singes aux États-Unis grâce à un programme de recensement. Une fois que ces droits seront établis, GAP compte exiger la libération des grands singes en captivité.[réf. nécessaire]

## Historique
Le Great Ape Project a été fondé par Peter Singer et Paola Cavalieri.

## Oppositions

### Opposition humaniste
Il y aurait une trop grande différence entre l'humain et les autres singes. Par conséquent, les humains ne devraient pas s'interdire d'exploiter et tuer d'autres singes, notamment pour la recherche médicale.

### Opposition animaliste
Les grands singes non-humains n'auraient rien de spécial par rapport à d'autres animaux non-humains qui justifierait d'accorder seulement à eux les droits négatifs à n'être ni exploités ni tués en l'absence de nécessité impérieuse. Cette critique a notamment été défendue par Gary Francione pour qui seule la sentience suffit.